# Tu lo condanneresti?
Tu lo condanneresti? (Proceso a Jesús) è un film spagnolo del 1973 diretto da José Luis Sáenz de Heredia, basato sul dramma Processo a Gesù di Diego Fabbri.

## Trama
Un professore ebreo organizza uno spettacolo teatrale in cui si inscena un processo a Gesù Cristo.